# 國民年金公團
國民年金公團（：／ Gungmin nyeongeum gongdan，简写为NPS）是韓國的投資公司，是以投資人的国民养老金作为本金，在国际金融市场上运作的投资公司。其资产规模为7,298亿美元，是韩国最大、世界第五。